# قسم دهرود الريفي (مقاطعة دشتستان)
قسم دهرود الريفي (بالفارسية: دهستان دهرود) هي قسم تقع في إيران في ناحية ارم. يقدر عدد سكانها بـ 5,507 نسمة .